# Bazinul Ciucului de Jos
Bazinul Ciucului de Jos este o arie protejată (arie specială de conservare — SAC, sit de importanță comunitară — SCI) din România, desemnată în scopul protejării biodiversității și menținerii într-o stare de conservare favorabilă a florei spontane și faunei sălbatice, precum și a habitatelor naturale de interes comunitar aflate în arealul zonei de protecție. Aceasta este situată în estul Transilvaniei, pe teritoriul județului Harghita.

## Localizare
Aria naturală se află în partea sud-estică a județului Harghita, pe teritoriul administrativ al orașului Miercurea Ciuc și pe cele ale comunelor Sâncrăieni, Sânsimion, Sântimbru și Tușnad, în imediata apropiere de drumul național DN12, care leagă municipiul Sfântu Gheorghe de Gheorgheni.

## Înființare
Zona a fost declarată sit de importanță comunitară prin Ordinul Ministerului Mediului și Dezvoltării Durabile Nr.1964 din 13 decembrie 2007 (privind instituirea regimului de arie naturală protejată a siturilor de importanță comunitară, ca parte integrantă a rețelei ecologice europene Natura 2000 în România) și se întinde pe o suprafață de 2.758,8 hectare. Acesta a fost protejat și ca arie specială de conservare (ROSAC0007) în mai 2022.
Situl reprezintă o zonă naturală (mlaștini, turbării, pajiști naturale, pășuni, terenuri arabile cultivate) încadrată în bioregiunea alpină a Depresiunii Ciucului (unitate geomorfologică aflată la poalele vestice ale Munților Harghitei și cele estice ale Munților Ciucului), din bazinul superior al Oltului. Acesta include  rezervațiile naturale Mlaștina Valea de Mijloc, Mlaștina Beneș, Mlaștina Borsároș - Sâncrăieni, Mlaștina Nádaș și Mlaștina Csemő - Vrabia.

## Biodiversitate
Bazinul Ciucului de Jos a fost desemnat ca sit Natura 2000, în scopul protejării biodiversității și menținerii într-o stare de conservare favorabilă a florei și faunei sălbatice, precum și a unor habitate naturale de interes comunitar, aflate în partea sudică a Depresiunii Ciucului (în lunca Oltului,  cuprinsă între Pasul Jigodin și Pasul Tușnad).

### Habitate
Situl dispune de șapte tipuri de habitate; astfel: Păduri aluviale cu Alnus glutinosa și Fraxinus excelsior (Alno-Padion, Alnion incanae, Salicion albae), Pajiști cu Molinia pe soluri calcaroase, turboase sau argiloase (Molinion caeruleae), Pajiști aluviale din Cnidion dubii, Pajiști de altitudine joasă (Alopecurus pratensis Sanguisorba officinalis), Cursuri de apă din zonele de câmpie, până la cele montane, cu vegetație din Ranunculion fluitantis și Callitricho-Batrachion, Mlaștini turboase de tranziție și turbării oscilante (nefixate de substrat) și Mlaștini alcaline.

### Faună
Fauna sitului are în componență o gamă diversificată în specii de [mamifere, păsări, reptile, amfibieni, pești și insecte; dintre care unele protejate la nivel european prin Directiva C.E. 92/43/CE din 21 mai 1992 (privind conservarea habitatelor naturale și a speciilor de faună și floră sălbatică) sau aflate pe lista roșie a IUCN.
Mamifere cu specii de: urs brun (Ursus arctos), lup cenușiu (Canis lupus), pisică sălbatică (Felis silvestris), nevăstuică (Mustela nivalis), liliacul pitic (Pipistrellus pipistrellus), liliacul urecheat (Plecotus auritus), liliacul urecheat cenușiu (Plecotus austriacus), liliacul comun (Myotis myotis), liliac cu urechi de șoarece (Myotis blythii), liliacul de apă (Myotis daubentonii), liliacul de seară (Nyctalus noctula), liliacul de ziduri (Vespertilio murinus), liliacul pitic (Pipistrellus pygmaeus) sau liliacul târziu (Eptesicus serotinus).
În arealul sitului cuibăresc mai multe specii de păsări protejate prin Directiva Consiliului European 79/409/CEE (privind conservarea păsărilor sălbatice); printre care: acvila-țipătoare-mică (Aquila pomarina), cristeiul de câmp (Crex crex) și barza albă (Ciconias ciconia).  
Reptile și amfibieni: șarpele de apă (Natrix tessellata), năpârcă (Natrix natrix), șopârlă de câmp (Lacerta agilis), ivorașul-cu-burta-galbenă (Bombina variegata), tritonul cu creastă (Triturus cristatus), brotacul-verde-de-copac (Hyla arborea), broasca de mlaștină (Rana arvalis).
Situl adpostește și protejază doi pești din speciiile Cottus gobio (zglăvoacă) și Misgurnus fossilis (chișcar); precum și doi melci din speciile Vertigo angustior și Vertigo moulinsiana.

### Floră
Vegetația arboricolă a sitului este constituită din specii de: mesteacăn pitic (Betula nana), salcie (Salix pentandra L.) și pâlcuri de arin (Arinus glutinosa).

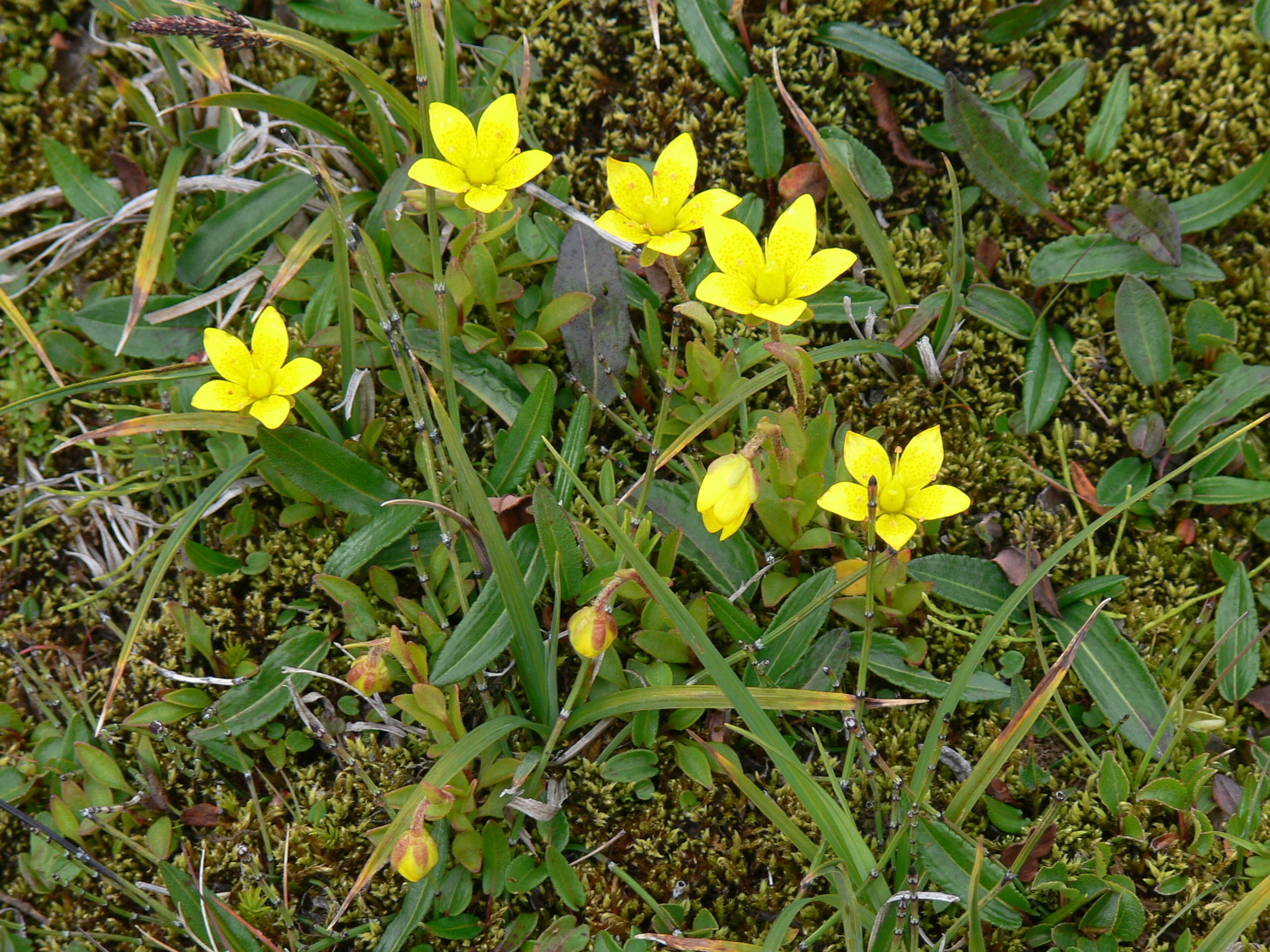
Ochii-şoricelului (Saxifraga hirculus)

La baza desemnării ariei naturale se află și patru elemente floristice protejate prin aceeași Directivă 92/43/CE din 21 mai 1992, a Consiliului European (anexa I-a); astfel: angelică (Angelica palustris), curechi de munte (Ligularia sibirica), turiță (Agrimonia pilosa) și ochii-șoricelului (Saxifraga hirculus). 
Acestea  vegetează alături de alte rarități floristice; printre care: roua cerului (Drosera angelica), ferigă de apă (Nephrodium thelypteris), dumbrăviță de baltă (Epipactis palustris), bumbăcăriță (Eriphorum vaginatum), „Scara Domnului” (Polemonium caeruleum), ochii-broaștei (Primula farinosa), o garofiță (din specia Dianthus superbus) cunoscută sub denumirea populară de barba ungurului, ferigă de mlaștină (Dryopteris cristata), darie (Pedicularis sceptrum-carolinum), cinci-degete (Potentilla reptans), vorniceriu pitic (Euonymus nana), cununiță (Spiraea ulmifolia) sau trifoi de baltă (Menyanthes trifoliata). 

## Căi de acces
- Drumul național DN12, pe ruta: Sfântu Gheorghe - Bodoc - Bixad - Băile Tușnad - Tușnad.

## Monumente și atracții turistice
În vecinătatea sitului se află câteva obiective de interes istoric, cultural și turistic; astfel:

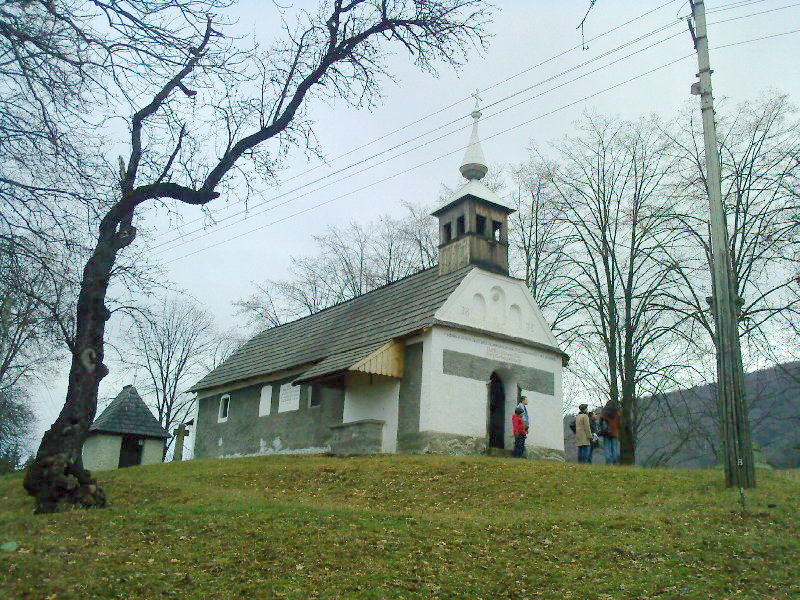
Capela „Salvator” din Șumuleu Ciuc

- Biserica romano-catolică "Sf. Treime" din Miercurea Ciuc, construcție secolul al XV-lea, monument istoric (cod LMI HR-II-m-A-12738.01).
- Biserica romano-catolică "Sf. Simion și Iuda" din Cetățuia, construcție sec. XIV - XVIII, monument istoric (cod LMI HR-II-m-A-12775.01).
- Biserica romano-catolică "Sf. Ștefan" din Sâncrăieni, construcție sec. XIV - XVIII, monument istoric (cod LMI HR-II-m-A-12960.01).

- Biserica romano-catolică "Înălțarea Sfintei Cruci" (Miercurea Ciuc), construcție 1758, monument istoric (cod LMI HR-II-m-B-12735.01).
- Ansamblul mănăstirii franciscane din Șumuleu Ciuc (Biserica mănăstirii franciscane "Vizita Mariei la Elisabeta" cu piatra funerară încastrată, Capela "Sf. Ioan Botezătorul"), construcție secolul al XVIII-lea , monument istoric (cod LMI HR-II-a-A-12745).
- Capela romano-catolică "Sf. Margareta" din Sântimbru, construcție sec. XV - XVIII, monument istoric (cod LMI HR-II-m-A-12969).
- Ansamblul "Drumul Crucii" (Kalvaria) din Șumuleu Ciuc (Capela romano-catolică "Sf. Anton", Capela romano-catolică "Passio" - A Patimilor, Capela romano-catolică "Salvator"), construcție sec. XV - XX, monument istoric (cod LMI HR-II-a-A-12720).
- Castelul Mikó din Miercurea Ciuc (azi Muzeul Secuiesc al Ciucului și Biblioteca Județeană), construcție sec. XVII - XVIII, monument istoric.
- Cetatea dacică de la Jigodin (sec. I. a. Chr. - I. p. Chr., Latène, Cultura geto - dacică).
- Situl arheologic Sâncrăieni - Karimósarka (așezări atribuite perioadelor: sec. XVII - XVIII, Epoca medievală și modernă, Epoca medievală timpurie, Epoca migrațiilor, Latène, Hallstatt, Epoca bronzului).
- Situl arheologic Sânsimion - Homokbánya (așezări din perioadele: sec. XII - XIII, Epoca medievală timpurie; sec. VI - VII, Epoca migrațiilor; sec. IV p. Chr., Epoca post-romană, Cultura Sântana de Mureș- Cerneahov; Epoca bronzului, Cultura Wietenberg).